# Børre Falkum-Hansen
Pour les articles homonymes, voir Hansen.
Børre Falkum-Hansen (né le 13 août 1919 à Oslo et mort le 24 juin 2006 à Oslo) est un skipper norvégien. Il participe aux Jeux olympiques d'été de 1952 en participant à l'épreuve du 5,5 mètres JI et remporte la médaille d'argent de la compétition. Il meurt à l'âge de 86 ans.
Il fait partie d'une grande famille de skippers ; il est l'oncle de Peder Lunde, Jr. (champion olympique en 1960 et vice-champion olympique en 1964), le beau-frère de Peder Lunde (vice-champion olympique en 1952) et le frère de Vibeke Lunde (vice-championne olympique en 1952).

## Palmarès

### Jeux olympiques
- Jeux olympiques de 1952 à Helsinki,  Finlande
  -  Médaille d'argent.